# Ligorio López
Ligorio López, teljes nevén Antonio Ligorio López Altamirano (Mexikóváros, 1928. augusztus 18. – 1993. augusztus 31.) mexikói válogatott labdarúgó, csatár.

## Pályafutása
López pályafutásával kapcsolatban két információ biztos, mégpedig hogy 1955-ben és 1956-ban az Atlante játékosa volt, majd ezt követően három évet töltött el az Irapuatónál.
A válogatottban 1957 és 1958 között összesen hét meccsen szerepelhetett, melyeken két gólt szerzett, és ott volt az 1958-as világbajnokságon is.